# Aegon Classic 2009
AEGON Classic 2009 — жіночий тенісний турнір, що проходив на відкритих кортах з трав'яним покриттям. Це був 28-й за ліком турнір, відомий того року під назвою Aegon Classic. Відбувся в Edgbaston Priory Club у Бірмінгемі (Англія) й тривав з 8 до 14 червня 2009 року. Тринадцята сіяна Магдалена Рибарикова здобула титул в одиночному розряді.

## Учасниці

### Сіяні пари
| Спортсменка            | Країна          | Рейтинг* | Сіяна |
| ---------------------- | --------------- | -------- | ----- |
| Чжен Цзє               | Китай           | 15       | 1     |
| Кая Канепі             | Естонія         | 18       | 2     |
| Александра Возняк      | Канада          | 24       | 3     |
| Лі На                  | Китай           | 25       | 4     |
| Анастасія Павлюченкова | Росія           | 27       | 5     |
| Катерина Макарова      | Росія           | 38       | 6     |
| Франческа Ск'явоне     | Італія          | 40       | 7     |
| Сара Еррані            | Італія          | 44       | 8     |
| Бетані Маттек-Сендс    | США             | 45       | 9     |
| Марія Кириленко        | Росія           | 47       | 10    |
| Енн Кеотавонг          | Велика Британія | 48       | 11    |
| Тамарін Танасугарн     | Таїланд         | 52       | 12    |
| Магдалена Рибарикова   | Словаччина      | 53       | 13    |
| Роберта Вінчі          | Італія          | 54       | 14    |
| Араван Резаї           | Франція         | 57       | 15    |
| Мелінда Цінк           | Угорщина        | 62       | 16    |

- Рейтинг подано станом на 25 травня 2009.

### Інші учасниці
Нижче наведено учасниць, які отримали вайлд-кард на участь в основній сітці:
- Кеті О'Браєн
- Джорджі Ступ
- Олена Балтача
- Наомі Кедевей

Нижче наведено гравчинь, які пробились в основну сітку через стадію кваліфікації:
- Аранча Парра Сантонха
- Юлія Федосова
- Лілія Остерло
- Наомі Броді
- Шанелль Схеперс
- Карлі Галліксон
- Тетяна Пучек
- Анастасія Родіонова

## Фінальна частина

### Одиночний розряд
Магдалена Рибарикова —  Лі На, 6–0, 7–6(7–2)
- Для Рибарикової це був перший титул за кар'єру.

### Парний розряд
Кара Блек /  Лізель Губер —  Ракель Копс-Джонс /  Абігейл Спірс, 6–1, 6–4